# The Ballad of Lucy Jordan
The Ballad of Lucy Jordan (у преводу Балада о Луси Џордан) је песма коју је написао Шел Сиверстајн (Sheldon Alan "Shel" Silverstein).
 Поп-кантри рок бенд Dr. Hook & The Medicine Show је ову песму снимио 1975. на свом истоименом албуму. Касније ову песму објављују 1979. Маријана Фејтфул (Marianne Faithfull) на свом албуму Broken English и Белинда Карлајл (Belinda Carlisle) 1996. на свом албуму A Woman and a Man. Пошто је ова песма доживела велику популарност своје верзије ове песме објављују и други мање познати извођачи. Балада о Луси Џордан је коришћена приликом снимања неколико филмова, као што су Монтенегро, Душана Макавејева, Телма и Луиз и Тарнејшн (Tarnation).

## Текст песме
Текст песме је инспирисан ситуацијом у америчком друштву крајем шездесетих и почетком седамдесетих, када је већина припадника послератне бејби бум генерације у САД засновала породицу и почела да живи "амерички сан" у оличен виду кућице у предграђу, оца који је запослен, деце која се школују и маме која је домаћица. Амерички сан је остварен и у глави главне јунакиње песме се рађа нови сан. Сан о топлом ветру у њеној коси док се вози улицама Париза. Сан који је истовремено и разочарење због реалне неостварљивости. Помињање 37. године њеног живота даје наговештај надолазеће кризе средњих година. Сличну инспирацију су имали писци сценарија за филм Револуционарни пут.

## Полемике
У тексту песме се описује да се Луси Џордан попела на кров куће а затим се наклонила и пружила руку незнанцу који је води поред окупљених људи у бели ауто. Луси Џордан тада констатује да је остварила вечну вожњу улицама Париза уз топао ветар у коси. Овакав крај се тумачи на два начина. Први је да је у питању остварење вечне љубави са незнанцем који спашава Луси Џордан из брака и живота у којима није срећна. Друго тумачење није нимало бајковито. По другом, можда реалнијем, тумачењу, Луси Џордан се попела на ивицу крова куће. Испод се се окупили људи у намери да виде хоће ли извршити самоубиство. Незнанац којем она пружа руку је доктор који је белим аутом хитне помоћи води у одређену медицинску установу.